# Энергетика Томской области
Энергетика Томской области — сектор экономики региона, обеспечивающий производство, транспортировку и сбыт электрической и тепловой энергии. По состоянию на конец 2018 года, на территории Томской области эксплуатировались 9 тепловых электростанций (единичной мощностью более 5 МВт), общей мощностью 1036,4 МВт, подключённых к единой энергосистеме России. В 2018 году они произвели 3456 млн кВт·ч электроэнергии. Также имеется три электростанции меньшей мощности, подключенных к ЕЭС (в том числе одна малая ГЭС), и 25 дизельных и газопоршневых электростанций общей мощностью 58,6 МВт, не подключённых к ЕЭС и работающих в зоне децентрализованного энергоснабжения.

## История
Начало использования электричества в Томской области относится к 1893 году, когда была введена в эксплуатацию электростанция Томского университета. Первая электростанция общего пользования в Томске была введена в эксплуатацию в 1896 году, что позволило наладить городское электрическое освещение. В дальнейшем эта станция неоднократно модернизировалась и изменяла название — в 1920-х годах она именовалась Центральной электростанцией, с 1942 года — Томской ГЭС и с 1959 года — Томской ТЭЦ-1. К 1937 году мощность станции достигла 8,5 МВт.
После начала Великой Отечественной войны в Томск были эвакуированы 17 предприятий, что потребовало увеличения энергомощностей. В 1942 году Томская ГЭС увеличила свою мощность до 11 МВт за счет монтажа эвакуированного из Белоруссии оборудования. В 1943 году было начато строительство Томской ГРЭС-2, введенной в эксплуатацию с использованием импортного и трофейного оборудования в 1945 году. В том же 1945 году на базе электростанций города образуется Томский энергокомбинат.
В 1947 году Томская ГЭС начала вырабатывать не только электроэнергию, но и тепло, что положило начало теплофикации Томска. В 1952 году Томский энергокомбинат реорганизуется в районное энергетическое управление «Томскэнерго». В 1951 году вблизи Томска начинается строительство Сибирского химического комбината, основной задачей которого являлось производство оружейного урана и плутония. Для энергоснабжения комбината в 1953 году была введена в эксплуатацию Северская ТЭЦ. В 1958 году был введён в эксплуатацию первый реактор Сибирской АЭС, а к 1965 году мощность станции достигла 600 МВт. Основной задачей станции было производство оружейного плутония, выработка электроэнергии и тепла производилась попутно.
Большие объёмы избыточного тепла, образующиеся при работе Сибирской АЭС, позволили реализовать проект по теплоснабжению северных районов Томска путём прокладки сверхдлинной тепломагистрали. Для подогрева поступающей в АЭС воды в сильные морозы и резервирование выработки тепла на период перезагрузки реакторов ядерным топливом в 1973 году была введена в работу пиково-резервная котельная.
В связи с планами по формированию в Томске мощного промышленного кластера в 1982 году начинаются подготовительные работы по строительству Томской ТЭЦ-3. Станция планировалась состоящей из 7 энергоблоков общей мощностью 1700 МВт. В первую очередь строилась паро-водогрейная котельная, введённая в эксплуатацию в 1988 году. В связи с экономическим кризисом 1990-х годов строительство станции сильно затянулось, первый турбоагрегат был введён в работу только в 1996 году, строительство первого энергоблока в целом было завершено в 2000 году, от возведения остальных энергоблоков отказались.
С 1990 года начался процесс вывода из эксплуатации Сибирской АЭС, станция была окончательно остановлена в 2008 году. Для обеспечения выбывающих мощностей (в первую очередь, в части теплоснабжения) была проведена модернизация Северской ТЭЦ и пиково-резервной котельной. В 2013 году, после монтажа газотурбинной установки, котельная получила статус электростанции и унаследовало наименование Томской ТЭЦ-1 (старая электростанция прекратила выработку электроэнергии в 1980 году и выработку тепла в 1988 году).
С начала 2000-х годов активно вводятся в эксплуатацию относительно небольшие газотурбинные и газопоршневые электростанции, обеспечивающие энергоснабжение разработки нефтяных месторождений и работающие на попутном нефтяном газе (ГТЭС Игольско-Талового месторождения, ГТЭС Двуреченская, Шингинская ГТЭС и др.). В 2014 году начинает работу первая гидроэлектростанция в регионе — Томская МГЭС мощностью 1 МВт.

## Генерация электроэнергии
По состоянию на конец 2018 года, на территории Томской области эксплуатировались 9 тепловых электростанций (единичной мощностью более 5 МВт), общей мощностью 1036,4 МВт, подключённых к единой энергосистеме России — Томская ГРЭС-2, Томская ТЭЦ-1, Томская ТЭЦ-3, Северская ТЭЦ (ТЭЦ СХК), ГТЭС Игольско-Талового месторождения (2 станции), ГТЭС Двуреченская, Шингинская ГТЭС, вспомогательная котельная ООО «Томскнефтехим». Также эксплуатируются три станции мощностью менее 5 МВт, подключённые к ЕЭС России — ГПЭС «Герасимовская», ГПЭС «Южно-Черемшанская», малая ГЭС ООО «Томская генерирующая компания». В зоне децентрализованного энергоснабжения эксплуатируются ГПЭС Арчинского месторождения, ГПЭС Южно-Табаганского месторождения, ЭС Северо-Останинского нефтегазоконденсатного месторождения и ЭС Казанского нефтегазоконденсатного месторождения, а также 21 небольшая дизельная электростанция.

### Томская ГРЭС-2
Расположена в г. Томске, один из основных источников теплоснабжения города. Паротурбинная теплоэлектроцентраль, в качестве топлива использует каменный уголь и природный газ. Эксплуатируемые в настоящее время турбоагрегаты введены в эксплуатацию в 1962—2014 годах, при этом сама станция работает с 1945 года, являясь старейшей ныне действующей электростанцией региона. Установленная электрическая мощность станции — 331 МВт, тепловая мощность — 815 Гкал/час. Фактическая выработка электроэнергии в 2018 году — 1080 млн кВт·ч. Оборудование станции включает в себя шесть турбоагрегатов: один мощностью 25 МВт, один — 36 МВт, два по 60 МВт и два по 65 МВт. Также имеется 10 котлоагрегатов. Принадлежит АО «Томская генерация» (входит в группу «Интер РАО»).

### Томская ТЭЦ-1
Изначально построена как пиково-резервная котельная, в 2012 году после монтажа турбоагрегата получила статус электростанции, при этом унаследовала название старейшей в Томске электростанции, окончательно закрытой в 1988 году. Расположена в г. Томске, один из основных источников теплоснабжения города. Газотурбинная теплоэлектроцентраль (фактически — водогрейная котельная), в качестве топлива использует природный газ. Турбоагрегат введён в эксплуатацию в 2012 году, котлоагрегаты — в 1979—2012 годах. Установленная электрическая мощность станции — 14,7 МВт, тепловая мощность — 795,47 Гкал/час. Фактическая выработка электроэнергии в 2018 году — 1,9 млн кВт·ч. Оборудование станции включает в себя одну газотурбинную установку, один котёл-утилизатор, один паровой котёл и пять водогрейных котлов. Принадлежит АО «Томская генерация».

### Томская ТЭЦ-3
Расположена в г. Томске, один из основных источников теплоснабжения города. Блочная паротурбинная теплоэлектроцентраль, в качестве топлива использует природный газ. Турбоагрегат введен в эксплуатацию в 1996 году, как котельная станция работает с 1988 года. Установленная электрическая мощность станции — 140 МВт, тепловая мощность — 780 Гкал/час. Фактическая выработка электроэнергии в 2018 году — 774,5 млн кВт·ч. Оборудование станции включает в себя один энергоблок в составе турбоагрегата мощностью 140 МВт и двух котлоагрегатов, а также паро-водогрейную котельную в составе пяти котлоагрегатов. Принадлежит АО «Томская генерация».

### Северская ТЭЦ (ТЭС СХК)
Расположена в г. Северске, основной источник теплоснабжения города и Сибирского химического комбината (СХК), крупнейшая по установленной мощности электростанция Томской области. Паротурбинная теплоэлектроцентраль, в качестве топлива использует каменный уголь (преимущественно) и природный газ. Турбоагрегаты станции введены в эксплуатацию в 1953—2008 годах. Установленная электрическая мощность станции — 449 МВт, тепловая мощность — 1713,8 Гкал/час. Фактическая выработка электроэнергии в 2018 году — 1015 млн кВт·ч. Оборудование станции включает в себя 9 турбоагрегатов: два — мощностью по 12 МВт, три — по 25 МВт, один — 50 МВт и три — 100 МВт. Также имеется 17 котлоагрегатов. Принадлежит АО «Объединённая теплоэнергетическая компания» (входит в концерн Росатом) .

### Электростанции промышленных предприятий
В Томской области эксплуатируется ряд электростанций промышленных предприятий (блок-станций), подключённых к ЕЭС России. В основном, они обеспечивают энергоснабжение проектов по добыче нефти и работают на попутном нефтяном газе.
- ГТЭС Игольско-Талового месторождения — две электростанции мощностью 12 МВт и 24 МВт, введены в эксплуатацию в 2011 и 2004 годах. Оборудование включает в себя шесть газотурбинных установок мощностью по 6 МВт. Суммарная выработка электроэнергии в 2018 году — 157,6 млн кВт·ч. Принадлежат АО «Томскнефть» (входит в группу Газпромнефть)[1][9].
- ГТЭС Двуреченская — мощность 24 МВт, введена в эксплуатацию в 2014 году. Обеспечивает энергоснабжение разработки Двуреченского нефтяного месторождения. Оборудование включает в себя четыре газотурбинные установки мощностью по 6 МВт. Выработка электроэнергии в 2018 году — 131,1 млн кВт·ч. Принадлежит АО «Томскнефть»[1][9].
- Шингинская ГТЭС — мощность 24 МВт, введена в эксплуатацию в 2016 году. Обеспечивает энергоснабжение разработки Шингинского, Южно-Шингинсского, Западно-Лугинецкого и Южно-Лугинецкого нефтяных месторождений. Оборудование включает в себя четыре газотурбинные установки мощностью по 6 МВт. Выработка электроэнергии в 2018 году — 181,3 млн кВт·ч. Принадлежит ООО «Газпромнефть-Восток»[1].
- Вспомогательная котельная — энергетическая установка мощностью 17,7 МВт, введённая в эксплуатацию в 1989 году. Состоит из одного агрегата. Обеспечивает энергоснабжение Томского нефтехимического завода. Выработка электроэнергии в 2018 году — 114,1 млн кВт·ч. Принадлежит ООО «Томскнефтехим»[1][9].
- ГПЭС «Герасимовская» — газопоршневая электростанция мощностью 4,3 МВт, введена в эксплуатацию в 2017 году. Оборудование включает в себя шесть газопоршневых установок. Обеспечивает энергоснабжение разработки Герасимовского нефтяного месторождения. Принадлежит ООО «СЭС» (дочернее предприятие АО «Томскнефть»)[10][1].
- ГПЭС «Южно-Черемшанская» — газопоршневая электростанция мощностью, по разным данным, 2,5 МВт или 5 МВт, введена в эксплуатацию в 2013 году. Оборудование включает в себя шесть газопоршневых установок. Обеспечивает энергоснабжение разработки Южно-Черемшанского нефтяного месторождения. Принадлежит ООО «Норд-Сервис» (дочернее предприятие АО «Томскнефть»)[11][12][1].

### Томская МГЭС
Малая гидроэлектростанция мощностью 1 МВт. Расположена в г. Северске, в качестве источника воды использует водовыпуск очистных сооружений Томска и Северска. Введена в эксплуатацию в 2014 году. Принадлежит ООО «Томская генерирующая компания».

### Электростанции зоны децентрализованного энергоснабжения
На территории Томской области расположены 25 электростанций, не подключённых к ЕЭС России. Они обеспечивают энергоснабжение предприятий по разработке нефтяных месторождений, а также энергоснабжение небольших населённых пунктов на северо-востоке региона (правобережье Оби).
- ГПЭС Арчинского месторождения — газопоршневая электростанция мощностью 4,62 МВт. Принадлежит ООО «Газпромнефть-Восток».
- ГПЭС Южно-Табаганского месторождения — газопоршневая электростанция мощностью 3,08 МВт. Принадлежит ООО «Газпромнефть-Восток».
- ЭС Северо-Останинского нефтегазоконденсатного месторождения — газотурбинная электростанция мощностью 7,5 МВт. Принадлежит АО «Томскгазпром».
- ЭС Казанского нефтегазоконденсатного месторождения — газотурбинные установки общей мощностью 30,5 МВт. Принадлежит АО «Томскгазпром».
- 21 дизельная электростанция общей мощностью 12,69 МВт. Крупнейшая из них расположена в с. Нарым и имеет мощность 2,23 МВт.

## Потребление электроэнергии
Потребление электроэнергии в Томской области в 2018 году составило 9047 млн кВт·ч, максимум нагрузки — 1293 МВт. Таким образом, Томская область является энергодефицитным регионом по электроэнергии и мощности, дефицит восполняется перетоками из смежных энергосистем, главным образом из Красноярского края, Кемеровской областей и Ханты-Мансийского АО. В структуре потребления электроэнергии в регионе по состоянию на 2018 год лидируют добыча полезных ископаемых — 26,2 %, обрабатывающие производства — 22,1 %, потребление населением — 14,5 %. Крупнейшие потребители электроэнергии в регионе по состоянию на 2018 год: АО «Томскнефть» — 1817 млн кВт·ч, АО «СХК» — 628 млн кВт·ч, ООО «Томскнефтехим» — 469 млн кВт·ч. Функции гарантирующего поставщика электроэнергии выполняет ПАО «Томскэнергосбыт».

## Электросетевой комплекс
Энергосистема Томской области входит в ЕЭС России, являясь частью Объединённой энергосистемы Сибири, находится в операционной зоне филиала АО «СО ЕЭС» — «Региональное диспетчерское управление энергосистем Кемеровской и Томской областей» (Кемеровское РДУ). Энергосистема региона связана с энергосистемами Кемеровской области по одной ВЛ 500 кВ, двум ВЛ 220 кВ и одной ВЛ 110 кВ, Красноярского края по одной ВЛ 500 кВ, Ханты-Мансийского АО по двум ВЛ 220 кВ и трём ВЛ 110 кВ, Новосибирской области по одной ВЛ 110 кВ.
Общая протяженность линий электропередачи напряжением 35-500 кВ составляет 8513 км (только объекты ФСК, ТРК и СХК), в том числе линий электропередач напряжением 500 кВ — 91,2 км, 220 кВ — 2209,5 км, 110 кВ — 4501,9 км, 35 кВ — 1710,3 км. Магистральные линии электропередачи напряжением 220—500 кВ эксплуатируются филиалом ПАО «ФСК ЕЭС» — «Кузбасское предприятие магистральных электрических сетей» и АО «СХК» (линии 220 кВ протяженностью около 150 км), распределительные сети напряжением 110 кВ и ниже — ПАО «ТРК».